# Bolitoglossa carri
Bolitoglossa carri е вид земноводно от семейство Plethodontidae. Видът е критично застрашен от изчезване.

## Разпространение
Разпространен е в Хондурас.